# کانال مادر
کانال مادر نام کانالی است که از شهر قزوین عبور می‌کند و برای آبیاری زمین‌های دشت قزوین ساخته شده‌است.